# Nacra 17
Nacra 17 er en katamaran der anvendes til sejlsport. Båden blev designet af Morrelli & Melvin og Nacra Sailing i 2011 og blev sat i production i 2012. Efter bådens tilblivelse har den været den valgte bådtype i sejlsport under sommer-OL som eneste katamaran og som eneste bådtype med en mixed besætning. 

## Baggrund
Nacra 17 blev specifikt udviklet til de olympiske lege efter krav defineret af det internationale sejlforbund International Sailing Federation (ISF). Efter de første test besluttede ISF og IOC, at denne bådtype skulle være båden for den mixed sejlads både ved OL i 2016 i Rio de Janeiro og OL i 2020 i Tokyo.

## External links
- Nacra sammenslutning
- Nacra Sailing